# Hegedűs Péter (építész)
Hegedüs Péter (Budapest, 1948. november 14. –) Ybl-, Pro Architectura- és Europa Nostra-díjas magyar építészmérnök. 

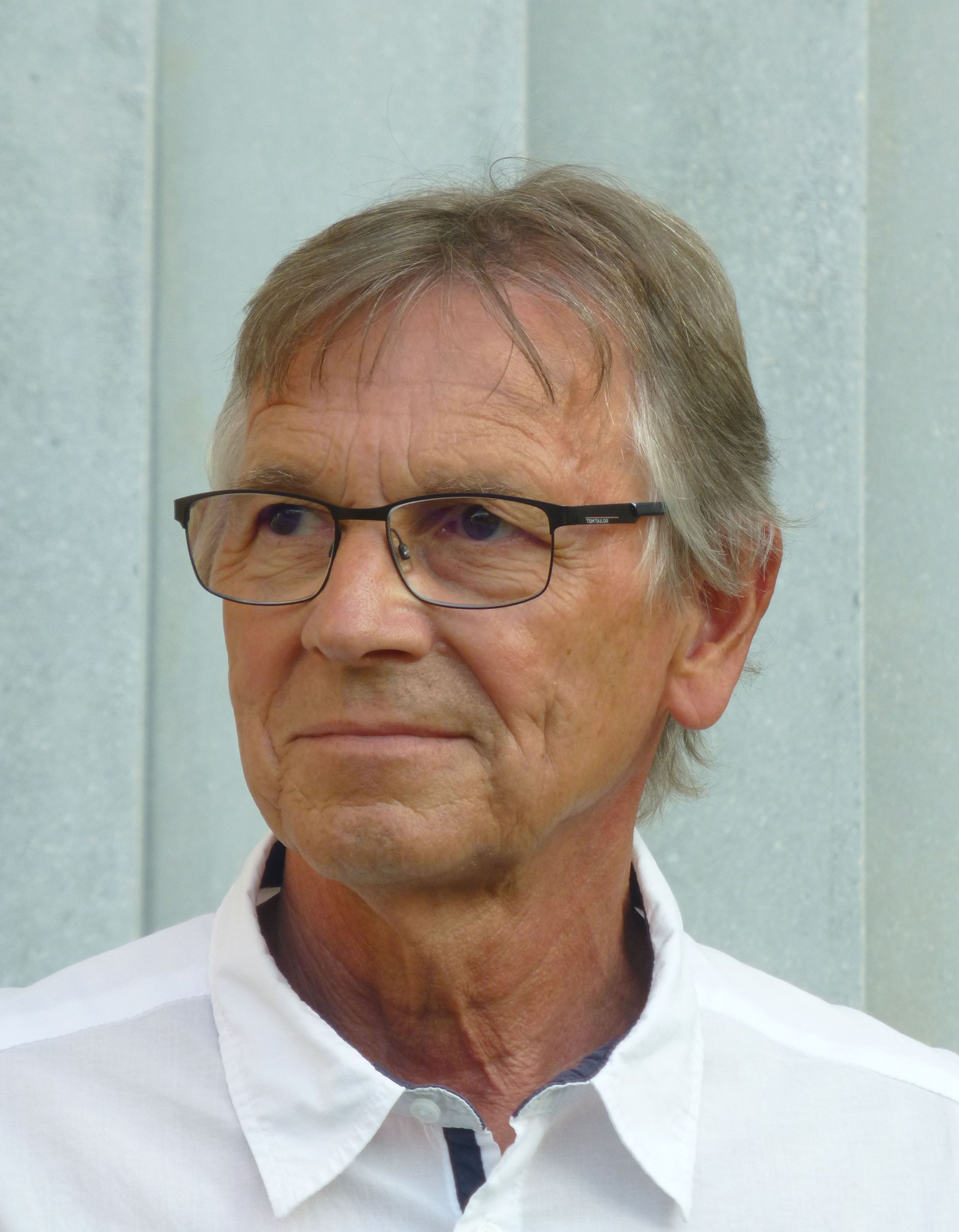
Hegedüs Péter építészmérnök (fotó: Matus Máté)

## Életpályája
Budapesten született építész családban, édesapja Hegedüs Ernő okleveles építészmérnök. A budapesti Eötvös József Gimnáziumban érettségizett. Egyetemi tanulmányait a Budapesti Műszaki Egyetem építészmérnöki karán végezte, oklevelét 1972-ben szerezte meg. 1974-76 között az Építész Mesteriskolában mestere Jánossy György volt. Egyetemi évei alatt a skandináv, észak-európai és a holland építészetet tanulmányozta, több tanulmányúton vett részt, amelyek később meghatározták szakmai látásmódját.
1972-74 között az IPARTERV építész tervezőjeként dolgozott, majd 1974-85 között a KÖZTI építész vezető tervezője később műteremvezetője lett. 1985-ben Felcsúti László építész kollégájával együtt megalapították a MATESZ Építész Kft.-t (kezdetben Kisszövetkezet), egészen nyugdíjazásáig ennek keretében végezte munkáját. 
A KÖZTI tervezőjeként nevéhez fűződik a Club Tihany hotel és üdülőfalu magyar-dán-osztrák nemzetközi projektje (Építészek: Hegedűs Péter, Laczkovics László, Péchy György. Belsőépítész: Hefkó MIhály) (1982-85). Szintén kiemelt munkája volt a Békéscsabai Megyei Könyvtár, amelyért Csomay Zsófiával együtt Ybl-díjat kaptak (1986).
Számos középületet - könyvtárat, iskolát, bíróságot - tervezett pályája során, így többek között - már a MATESZ tagjaként - a balassagyarmati Megyei Bíróság rekonstrukciója és a keszthelyi Városi Bíróság bővítése is nevéhez fűződik. 1996-ban a Fővárosi Szabó Ervin Könyvtár Zenei Főkönyvtárát tervezte a Pálffy-palota épületében. Egyik legjelentősebb munkája a Fővárosi Szabó Ervin Könyvtár központi könyvtárának (Wenckheim-palota) bővítése és rekonstrukciója, amelyet Europa Nostra, Pro Architectura és Budapest Építészeti Nívódíjjal ismertek el. A megépült épületegyüttes és jellegzetes nyitott közösségi terei azóta is az ország egyik leglátogatottabb (napi kb. 5000 fő) középülete.

## Szakmai szervezetek
Aktívan részt vállalt az építész-szakmai szervezetek munkájában. 1976-tól a Magyar Építőművészek Szövetségének tagja, 1982-től a szervezet elnökségi tagjaként tevékenykedik, 2009-12 között a szövetség alelnöke. 1997-2009 között a Budapesti Építész Kamara Etikai-Fegyelmi Bizottságának tagja. A Nemzeti Kulturális Alap Építőművészeti Kollégiumának tagja, majd 2003-2007 között elnöke.

## Díjai
- 1985 Pro Architectura-díj (KÖZTI) - Club Tihany szálloda és üdülőfalu
- 1986 Ybl Miklós-díj - Békéscsabai Megyei Könyvtár
- 1993 Év lakóháza (fővárosi és országos helyezett) - Bp. XI. Hadak útja 64/a
- 2001 Budapest Építészeti Nívódíja - Fővárosi Szabó Ervin Könyvtár Központi Könyvtár
- 2001 FIGYELŐ építészeti-díj
- 2002 Pro Architectura-díj
- 2002 FIABCI I. díj
- 2002 EUROPA NOSTRA-díj
- 2006 Homlokzat díj (Alaprajz folyóirat) - FSZEK Bp. XVII. kerületi tagkönyvtára
- 2011 Kulturált Környezetért díj - Károly Róbert Főiskola könyvtára
- 2023 Prima-díj

## Fontosabb építészeti művei
- tervezés: 1975, építés: 1976 Szakiskola és kollégium tornacsarnokkal, Eger
- 1980, 1981 Szabó Pál Emlékkönyvtár, Biharugra
- 1983, 1984 Mozgáskorlátozottak lakóegyüttese (társtervező: Dévényi Tamás)[1]
- 1975-80, 1980-85 Békéscsabai Megyei Könyvtár (Csomay Zsófiával)
- 1982-84, 1984-85 Club Tihany szálloda és üdülőfalu (Laczkovics Lászlóval és Péchy Györggyel)
- 1988, 1989-90 Három lakásos foghíj-lakóház, Bp. "Év lakóháza"-díjazott
- 1991-92, 1992-93 Megyei Bíróság rekonstrukciója, Balassagyarmat
- 1999, 2000 Városi Bíróság rekonstrukciója, Balassagyarmat (folytatás)
- 1995, 1995 Kétlakásos családi ház, Bp. Galóca u.
- 1995, 1995-96 VELUX Szolgáltató Központ, Bp. Zsófia u. 1-3.
- 1996, 1997 Fővárosi Szabó E. Könyvtár Zenei Főkönyvtára, irodák, Pálffy-palota[2]
- 1997-2001, 1998-2001 Fővárosi Szabó Ervin Könyvtár (Wenckheim-palota) bővítése és rekonstrukciója[3]
- 2000, 2000-2001 VELUX Továbbképzési Központ, Bp. Zsófia u. 7.
- 1999-2000, 2001-2002 Városi Bíróság bővítése és rekonstrukciója, Keszthely
- 2001, 2002 Hajdúnánás, 8+8 tantermes általános iskola
- 2003-2004, 2004 Fővárosi Szabó Ervin Könyvtár Bp. XVII. kerületi tagkönyvtára
- 2004-2005, 2006 Remetehegy lakópark 16-22 épületei
- 2005, 2007-2008 Fővárosi Szabó Ervin Könyvtár tagkönyvtára, Csepel (átalakítás)
- 2004, 2006-2008 Fővárosi Szabó Ervin Könyvtár Budafoki Főkönyvtára
- 2006, 2006-2008 Károly Róbert Főiskola Könyvtára, Gyöngyös
- 2008-2009, 2010 Balatoni nyaralóépület, Szántód
- 2015, 2015 Goethe Intézet könyvtár fejlesztés (Felcsuti Annával)